# Manoel Messias
Manoel Messias (nascido em 19 de dezembro de 1996) é um triatleta brasileiro, medalhista nos Jogos Pan-Americanos e campeão mundial júnior.

## Carreira

### Júnior
Na categoria júnior, Messias iniciou obtendo uma terceira colocação na etapa de Coquimbo do Campeonato Sul-Americano da PATCO, em 2013. No ano seguinte, venceu a etapa de Salinas e, em seguida, a etapa Dallas do Campeonato Pan-Americano da PATCO, além de conquistar o título nacional.
Em 2015, Messias acumulou uma série de vitórias: etapa de João Pessoa do Campeonato Sul-Americano CAMTRI, Copa Americana de Triatlo em Salinas (categoria elite), Campeonato Nacional e Campeonato Mundia Júnior, em Chicago, tornando-se o primeiro brasileiro campeão mundial júnior. Esses resultados fizeram com que ele fosse eleito o melhor atleta do ano no triatlo pelo Comitê Olímpico Brasileiro.

### Elite
Nos Jogos Sul-Americanos de 2018, Manoel conquistou a medalha de ouro na competição masculino, bem como integrou a equipe nacional campeã do revezamento misto.
Em junho de 2019, Messias foi convocado para os Jogos Pan-Americanos de 2019 juntamente com Luisa Baptista, Vittória Lopes e Kauê Willy. Os triatletas integraram a equipe de revezamento misto que conquistou a medalha de ouro no Campeonato Pan-Americano de Triatlo, sendo esta a última competição que contabilizou pontos para o evento multiesportivo. Em Lima, Messias finalizou a competição masculina na segunda colocação e conquistou uma medalha de prata. Dois dias depois, integrou a equipe que venceu o revezamento misto.